# Martin Berg
August Ludwig Martin Berg (Bismark (Altmark), 4 april 1905 - Kampen (Sylt), 2 april 1969) was een Duitse officier en Generalmajor  tijdens de Tweede Wereldoorlog.

## Leven
August Ludwig Martin Berg werd geboren op 4 april 1905 in Bismark (Altmark). 

### Politie
Op 7 april 1924 trad Berg als Polizei-Anwärter in dienst van de politie. Hij werd naar de politieschool in Brandenburg gestuurd. Na zijn opleiding werd hij op 1 april 1925 geplaatst bij de 2. Schutzpolizei-Inspektion Wedding. Kort hierna werd hij op 1 juli 1925 bevorderd tot Polizei-Wachtmeister. Vanaf 14 december 1925 tot 17 december 1925 legde hij zijn Oberwachtmeisterprüfung af. Vanaf 5 februari 1926 tot 30 april 1926 werd Berg gecommandeerd naar een leergang voor lichaamsoefeningen aan de politieschool. Hierna volgde hij vanaf 1 mei 1926 tot 26 februari 1927 de 7e leergang voor kandidaat politieofficier. Op 11 augustus 1927 werd Berg overgeplaatst naar de Polizei-Bereitschafts-Inspektion Nord, en werd daar op 11 augustus 1927 bevorderd tot Polizei-Leutnant. Hij ging op 1 september 1927, met ingang van 1 juni 1927, naar de Schutzpolizei in Düsseldorf. Daar werd hij op 1 april 1929 tot adjudant benoemd van de 1e inspectie, en als zodanig op 18 december 1929 bevorderd tot Polizei-Oberleutnant. Op 17 januari 1930 volgde zijn overplaatsing naar de politieschool in Bonn, als compagnieofficier, Fahnenjunker-Ausbilder (vaandrig-instructeur) en compagniecommandant. En hij werd vanaf 26 januari 1931 tot 28 maart 1931 naar een leergang voor cursusleiders voor lichaamsoefeningen aan de politieschool gecommandeerd. Hierna werd Berg vanaf 5 november 1933 tot 22 december 1933 als adjudant naar het bureau van de commandant van KL Papenburg gestuurd. Tijdens de aflossing van de SS door de Landespolizei neemt Berg dan vanaf 7 januari 1934 tot 4 februari 1934 aan een leergang voor infanterie-officieren in Sennelager deel, en werd op 8 januari 1935 tot Hundertschaftsführer (vergelijkbaar met compagniecommandant) benoemd in het Kradhundertschaft Hamm in de afdeling z.b.V. (speciaal gebruik) in Iserlohn. Daar werd hij op 30 januari 1935 bevorderd tot Hauptmann in de Landespolizei. Deze Hundertschaft werd hernoemd in de 1. Kradschützen-Kompanie (vrije vertaling: 1e motorfietsen compagnie).

### Wehrmacht
Met ingang van 1 augustus 1935 werd Berg op 15 oktober 1935 overgezet naar de rechtsverhouding van soldaat en ingeschaald als Hauptmann. Vanaf 8 april 1935 tot 11 mei 1935 nam hij deel aan een leergang van chefs van Kradschützen-Kompanien bij de Kraftfahrstab Zossen in Wünsdorf, en werd op 2 oktober 1935 overgeplaatst naar het Infanterie-Regiment 67  (67e Infanterieregiment) Spandau, waar Berg de functie van chef van de 11e compagnie overnam.

### Tweede Wereldoorlog
Op 6 oktober 1935 werd hij benoemd tot chef van de 5e compagnie in het 82e Infanterieregiment in Göttingen, met dit onderdeel nam hij deel aan de Poolse veldtocht en de slag om Frankrijk. Bij dit onderdeel werd Berg op 29 mei 1940 benoemd tot commandant van het 2e bataljon. Op 14 februari 1941 werd hij bevorderd tot Major, waarna Berg op 1 maart 1941 benoemd werd tot commandant van het 2e bataljon. Met dit bataljon nam hij deel aan operatie Barbarossa, en werd met ingang vanaf 20 mei 1941 mit der Führung beauftragt (m. d. F. b.) (vrije vertaling: met het leiderschap belast) van het Infanterie-Regiments 166  (166e Infanterieregiment) belast. Op 28 juni 1942 werd Berg bevorderd tot Oberstleutnant. Met ingang vanaf 20 september 1942 werd hij tot commandant van het regiment benoemd, en was tijdelijk commandant van het Grenadier-Regiments 575. Op 10 maart 1943 werd Berg bevorderd tot Oberst, en was met zijn regiment zuidelijk van Ssjewsk in gevecht. Verdere defensieve gevechten bij Ssumy en tijdens de terugtocht over de Romny-Priluki-Jagotin bij de Dnjepr, ten zuiden van Kiev, zorgden ervoor dat Berg op 30 december 1943 onderscheiden werd met het Ridderkruis van het IJzeren Kruis. Op 14 april 1944 werd hij geplaatst in het Führerreserve (OKH). Vanaf 15 maart 1944 tot 20 april 1944 werd hij gecommandeerd naar de 10. Divisions-Führer-Lehrgang  (10e leergang divisiecommandanten) in Hirschberg, om vervolgens op 15 mei 1944 als commandant het bevel te voeren over een gevechtsgroep of iets vergelijkbaars in de Heeresgruppe Nordukraine (Legergroep Noord-Oekraïne). Op 13 mei 1944 nam Berg het commando van de Skijäger-Brigade 1 over, waaruit later de 1. Skijäger-Division werd gevormd. Tegelijkertijd werd hij op 1 augustus 1944 bevorderd tot Generalmajor. Vanaf 3 oktober 1944 tot 12 oktober 1944 zat Berg voor een korte tijd in het Führerreserve. Op 13 oktober 1944 werd hij tot commandant benoemd van de 201. Sicherungs-Division  (201e Beveiligingsdivisie), waarna Berg vanaf 20 augustus 1944 het commando over de 207. Sicherungs-Division  (207e Beveiligingsdivisie) kreeg. Vanaf 11 november 1944 was hij commandant van de Divisionsstabes z.b.V. 207. Op 10 december 1944 werd Berg weer geplaatst in het Führerreserve, hij bracht de tijd tot aan zijn krijgsgevangenschap op 8 mei 1945 door in het veldhospitaal Braunlage.
Hij zat eerst in Brits en later in Amerikaans krijgsgevangenschap, op 4 april 1947 werd Berg daaruit vrijgelaten.

## Na de oorlog
Over het verdere verloop van zijn leven is niets bekend. Op 2 april 1969 overleed hij in Kampen (Sylt). Een andere bron vermeldt overlijden in Bahrendorf, Lüneburger Heide.

## Militaire carrière
- Generalmajor: 1 augustus 1944[2][1]
- Oberst: 1 januari 1943[2] - 10 maart 1943[11]
- Oberstleutnant: 1 mei 1942[2] - 28 juni 1942[11]
- Major: 1 maart 1941[2] - 14 februari 1941[11]
- Hauptmann: 15 oktober 1935[2][11]
- Oberleutnant: 1 oktober 1935[2]
- Polizei-Hauptmann: 30 januari 1935[2][11]
- Polizei-Oberleutnant: 18 december 1929[2][11]
- Polizei-Leutnant: 11 augustus 1927[2][11]
- Polizei-Oberwachtmeister: 1 januari 1926[2]
- Polizei-Wachtmeister: 1 juli 1925[2][11]
- Polizei-Anwärter: 7 april 1924[11][2]

## Onderscheidingen
- Ridderkruis van het IJzeren Kruis (nr.2502) op 30 december 1943 als Oberst en Commandant van het Grenadier-Regiment 166/ 82. Infanteriedivision/ 2. Armee (4. Panzerarmee)/ Heeresgruppe Mitte (Süd)[2][11][1][12]
- Duits Kruis (75/52) in goud op 21 februari 1942 als Major en Commandant van het II Bataillon/ Infanterie-Regiment 82/ 31. Infanteriedivision/ XLIII Armeekorps/ 4. Armee/ Heeresgruppe Mitte[2][1][12]
- IJzeren Kruis 1939, 1e Klasse[1] (28 juni 1940[12][2]) en 2e Klasse[1] (1 oktober 1939[2][12])
- Gewondeninsigne 1939 in zwart (19 augustus 1942[2]) en zilver (10 september 1943[12][2][1])
- Nahkampfspange in brons op 28 oktober 1943[2]
- Medaille Winterschlacht im Osten 1941/42[1] op 13 september 1942[2][1][12]
- Storminsigne van de Infanterie op 8 januari 1942[2][1] in zilver[12]
- Dienstonderscheiding van Leger en Marine, 3e Klasse (12 dienstjaren) in 1939[12]
- Dienstonderscheiding van de Politie[12]